# Густав Земла
Густав Земла (1. новембар 1931) јесте пољски вајар. Густав Земла је рођен 1. новембра 1931. у селу Јасеница Росиелна, које се сада налази у Подкарпатском војводству, Пољска. Од 1952. до 1958. студирао је вајарство на Академији лепих уметности у Варшави, у Пољској. Године 1958. постављен је за професора за вајарство. Године 1964. постављен је за директора универзитета, а од 1973. до 1976. године био је проректор. Између 1952. и 1958. студирао је на Сликарској Академији у Варшави. Од 2003. године је члан Пољске академије наука и уметности, а од 2006. члан програмског савета фондације Национални центар за креативни рад.
Густав Земла је је један од најпознатијих савремених пољских вајара.
Аутор је споменика:  Слонскх Устаника, Владислава Броњевскего , У Плоцку  Папе Јована Павла II, Хенрика Сјенкјевича.

## Радови
| Слика | Година | Назив                                               | Локација              | Референца |
| ----- | ------ | --------------------------------------------------- | --------------------- | --------- |
|       | 1967   | Споменик шлеских устаника                           | Катовице, Пољска      | [ 4 ]     |
|       | 1968   | Споменик Карола Швијерчевског                       | Варшава, Пољска       | [ 5 ]     |
|       | 1972   | Споменик жртвама тврђаве III и Другог светског рата | Помијеховек, Пољска   | [ 6 ]     |
|       | 1972   | Споменик Владислава Броњевског                      | Плоцк, Пољска         | [ 7 ]     |
|       | 1973   | Споменик палим непораженим                          | Варшава, Пољска       | [ 8 ]     |
|       | 1974   | Споменик Лудвига Варинског                          | Варшава, Пољска       | [ 9 ]     |
|       | 1979   | Споменик пољском подухвата                          | Шчећин, Пољска        | [ 10 ]    |
|       | 1991   | Споменик Јована Павла II                            | Краков, Пољска        | [ 11 ]    |
|       | 1993   | Споменик Јована Павла II                            | Олешице, Пољска       | [ 12 ]    |
|       | 1993   | Споменик Јована Павла II                            | Плоцк, Пољска         | [ 13 ]    |
|       | 1994   | Споменик Јована Павла II                            | Ломжа, Пољска         | [ 14 ]    |
|       | 1995   | Споменик Декалога                                   | Лођ, Пољска           | [ 15 ]    |
|       | 1998   | Надгробни споменик Тонија Халика на гробљу Бродно   | Варшава, Пољска       | [ 16 ]    |
|       | 1998   | Споменик Хенрика Сјенкјевича                        | Варшава, Пољска       | [ 17 ]    |
|       | 1998   | Споменик Јована Павла II                            | Монтевидео, Уругвај   | [ 18 ]    |
|       | 1999   | Споменик бици код Монте Касина                      | Варшава, Пољска       | [ 19 ]    |
|       | 1999   | Споменик Ернеста Малиновског                        | Департмент Лима, Перу | [ 20 ]    |
|       | 2000   | Споменик Јована Павла II                            | Лешница, Пољска       | [ 21 ]    |
|       | 2005   | Споменик Јержи Жентека                              | Катовице, Пољска      | [ 22 ]    |
|       | 2006   | Споменик Јована Павла II                            | Катовице, Пољска      | [ 23 ]    |
|       | 2007   | Споменик Блаженог Стефана Винцентија Фрелиховског   | Торуњ, Пољска         | [ 24 ]    |
|       | 2007   | Споменик Јована Павла II                            | Сувалки, Пољска       | [ 25 ]    |
|       | 2008   | Споменик Јована Павла II у катедрали Вавел          | Краков, Варшава       | [ 26 ]    |
|       | 2010   | Споменик Хенрика Сјенкјевича                        | Кјелце, Пољска        | [ 27 ]    |
|       | 2011   | Споменик блаженог свештеника Јержија Попелушког     | Торуњ, Пољска         | [ 28 ]    |
|       | 2012   | Споменик Хенрика Сјенкјевича                        | Торуњ, Пољска         | [ 29 ]    |